# Huta Toruan IX
Huta Toruan IX is een bestuurslaag in het regentschap Tapanuli Utara van de provincie Noord-Sumatra, Indonesië. Huta Toruan IX telt 1179 inwoners (volkstelling 2010).